# Magellansche Wolken

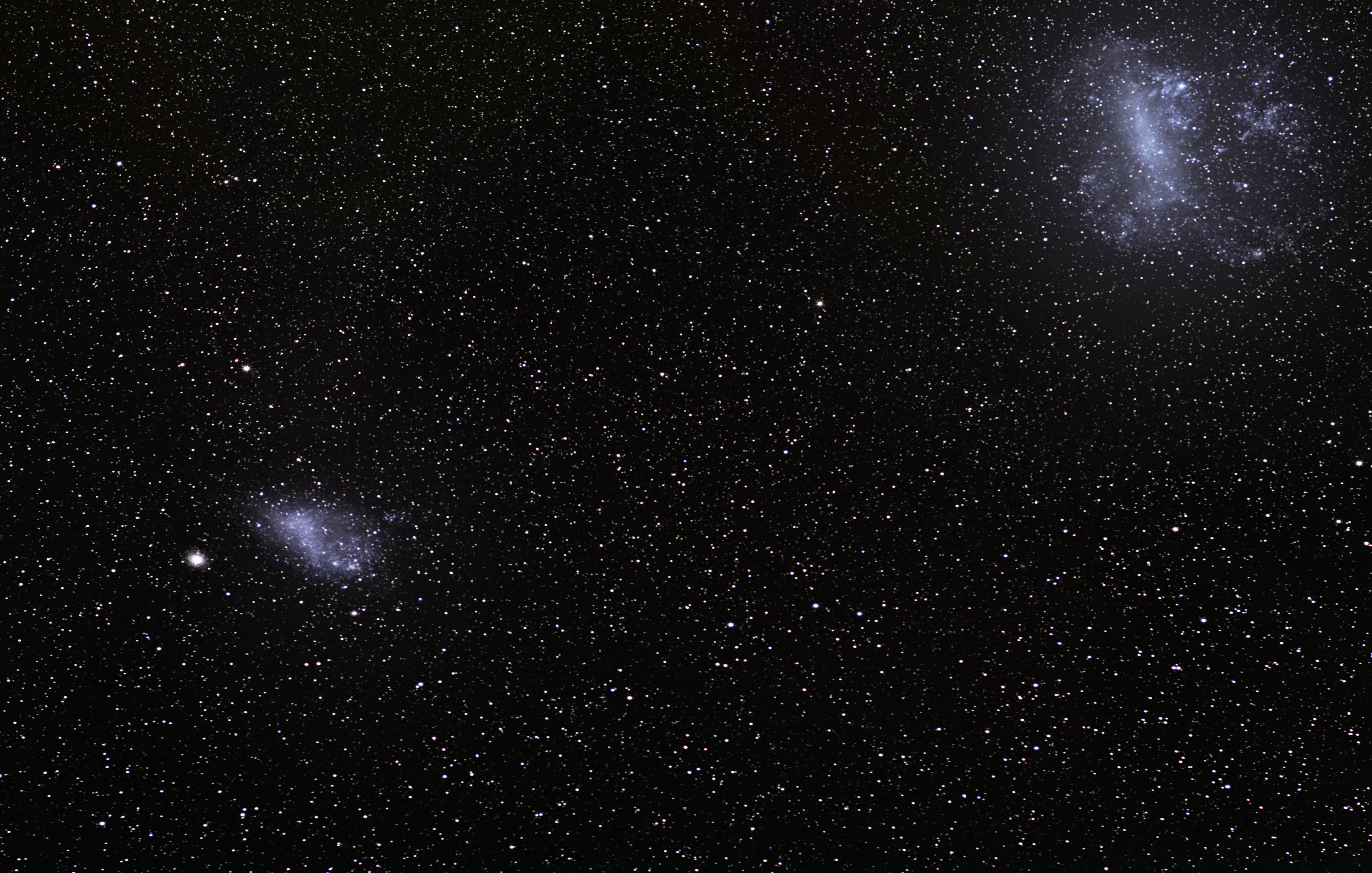
Kleine und Große Magellansche Wolke

Die Magellanschen Wolken sind zwei irreguläre Zwerggalaxien in relativer Nähe zur Milchstraße und damit Teil der Lokalen Gruppe. Sie werden zur Milchstraßen-Untergruppe gezählt, sind aber möglicherweise nicht gravitativ an die Galaxis gebunden. Die Große Magellansche Wolke in rund 163.000 Lichtjahren Entfernung enthält ungefähr 15 Milliarden Sterne, die Kleine Magellansche Wolke in rund 200.000 Lichtjahren Entfernung 5 Milliarden Sterne.
Die Große Magellansche Wolke liegt in den Sternbildern Schwertfisch und Tafelberg, die Kleine Magellansche Wolke im Sternbild Tukan an der Grenze zur Kleinen Wasserschlange, beide am Südsternhimmel. Von Mitteleuropa sind sie nicht sichtbar.
Im Fernrohr zeigt sich ihr Charakter als Galaxie, die aus Sternen, Nebeln, Sternhaufen und anderen Objekten besteht. Nach dem Andromedanebel, der Milchstraße und dem Dreiecksnebel ist die Große Magellansche Wolke die viertgrößte Galaxie der Lokalen Gruppe.
Große und Kleine Magellansche Wolke werden mit GMW und KMW bzw. englisch mit LMC und SMC (Large/Small Magellanic Cloud) abgekürzt.
Den Bewohnern der Südhalbkugel waren die beiden Galaxien wohl schon seit prähistorischer Zeit durch Beobachtungen mit dem bloßen Auge bekannt, erstmalige schriftliche Erwähnung fanden sie jedoch erst durch den persischen Astronomen Al Sufi in seinem Buch der Fixsterne im Jahr 964.
Der erste Europäer, der die beiden Wolken beschrieb, war der italienische Seefahrer Andrea Corsali in einem Brief vom 6. Januar 1515 an Giuliano di Lorenzo de’ Medici. Sein Landsmann Antonio Pigafetta erwähnte die wolkenartigen Gebilde zehn Jahre später in seinem viel gelesenen Reisebericht über die erste Weltumsegelung unter dem Kommando von Ferdinand Magellan.

## Daten
| Name         | Identifier | Typ     | Entfernung Lj (pc)           | Durchmesser Lj (pc) | Masse in M☉ | Rektaszension | Deklination | vis. Helligkeit | Skylinks              |
| ------------ | ---------- | ------- | ---------------------------- | ------------------- | ----------- | ------------- | ----------- | --------------- | --------------------- |
| Große Wolke  | ESO 56-115 | SBm/Irr | 162980 ± 3620 (49970 ± 1110) | 25100 (7700)        | 1 · 10      | 5h 24m        | −69° 48′ 0″ | 0,9 mag         | Datenbanklinks zu GMW |
| Kleine Wolke | NGC 292    | Irr     | ≈209000 (≈64000)             | 10100 (3100)        | 2 · 109     | 0h 51m        | −73° 6′ 0″  | 2,7 mag         | Datenbanklinks zu KMW |

## Entfernung

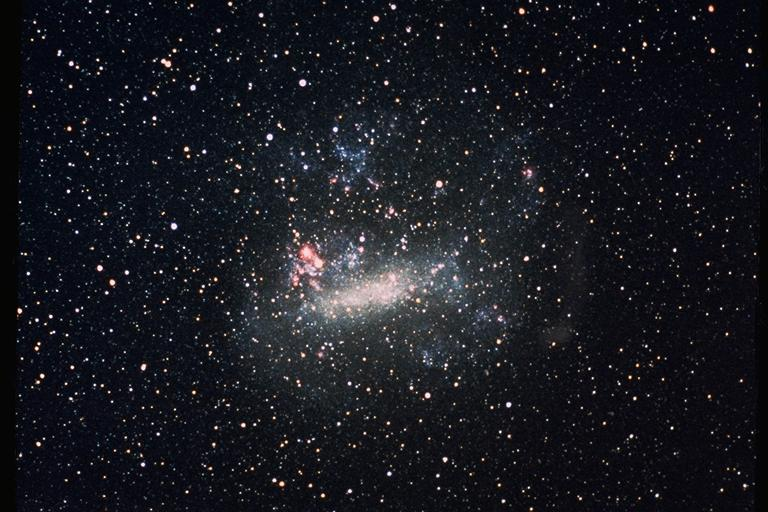
Die Große Magellansche Wolke

Die Entfernung, insbesondere zur GMW, hat in der extragalaktischen Astronomie im 20. Jahrhundert eine Schlüsselrolle gespielt, aber zugleich immer wieder für Verwirrung gesorgt. Das große Interesse geht dabei vor allem auf die Tatsache zurück, dass die extragalaktische Entfernungsmessung auf der Perioden-Helligkeits-Beziehung der veränderlichen Cepheiden-Sterne beruht. Diese Beziehung wurde nicht nur anhand von Cepheiden in der KMW entdeckt, sondern wird bis zum heutigen Tag an den Cepheiden der GMW geeicht und überprüft. Allerdings dehnen sich dadurch alle Fehler bei der Entfernungsbestimmung der Magellanschen Wolken direkt auf die Entfernungsbestimmung anderer Galaxien aus. Insbesondere Fehlinterpretationen der Perioden-Helligkeits-Beziehung in der ersten Hälfte des 20. Jahrhunderts führten daher zu enormen Schwankungen in den ermittelten kosmischen Skalen.
Bis zum heutigen Tag finden sich in verschiedenen Quellen daher verschiedene Angaben für die Entfernung der Magellanschen Wolken, variierend zwischen 40 und 80 kpc. Die Recherche in aktuellen wissenschaftlichen Veröffentlichungen zeigt, dass auf diesem Gebiet weiterhin geforscht wird. Allerdings haben sich die Messfehler, insbesondere im Zuge der Erforschung der Supernova 1987A in der GMW, deutlich vermindert. Bis Anfang 2013 galt für die Große Magellansche Wolke zuletzt eine Entfernung zwischen 44 und 51 kpc (143.000 bis 166.000 Lichtjahre) als gesichert. Nach vom Paranal-Observatorium durchgeführten neuesten Forschungen anhand von Paaren von Bedeckungsveränderlichen, von sog. kühlen Roten Riesen, gilt jetzt eine Entfernung von 163.000 Lichtjahren ± 2 % als gesichert (publiziert im März 2013). Laut ESO wird in den nächsten Jahren eine weitere Reduzierung der Unsicherheit auf dann nur noch 1 % erwartet.

## Beschreibung

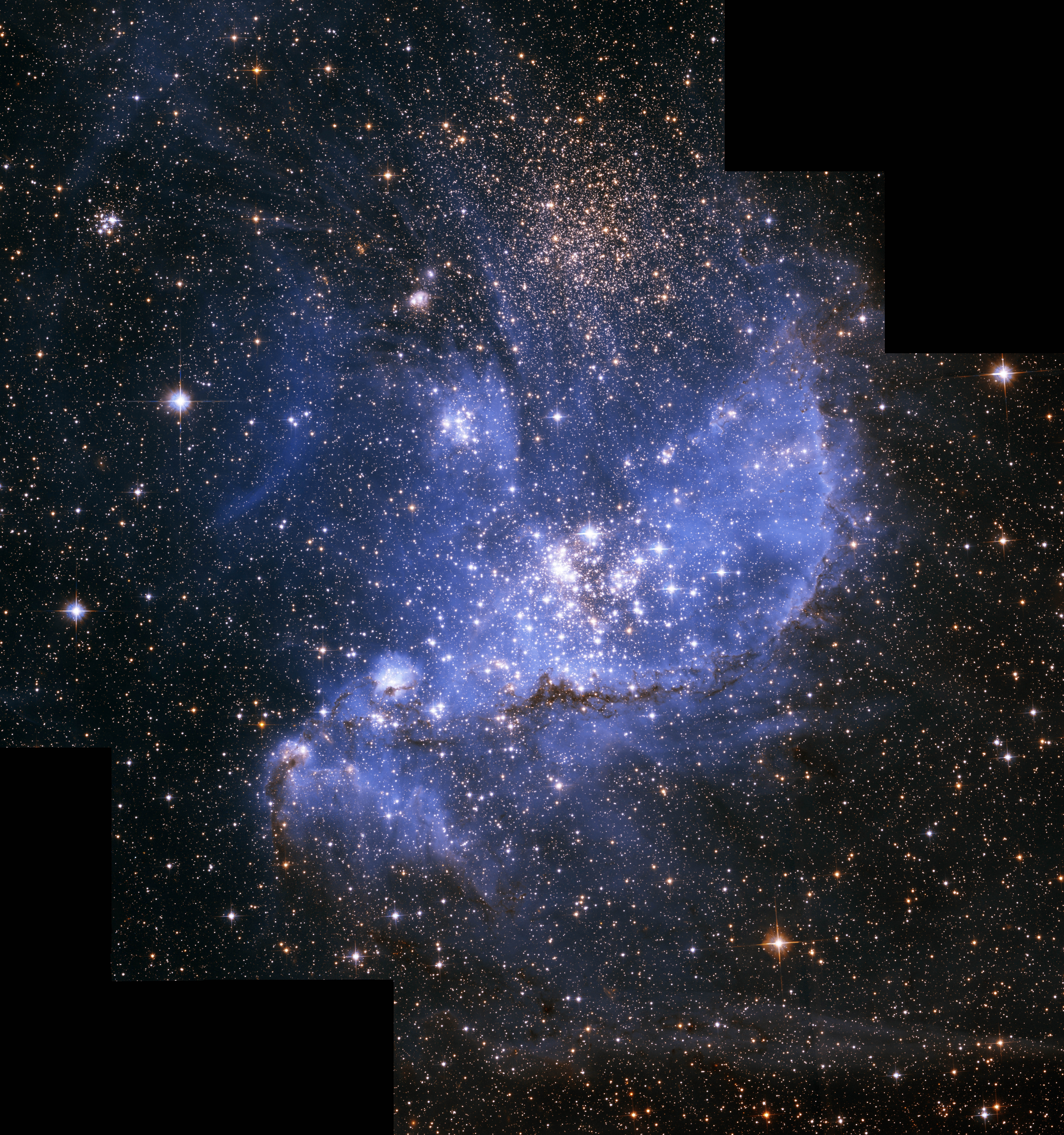
NGC 346 in der Kleinen Magellanschen Wolke

Beide Magellanschen Wolken bestehen vor allem aus Objekten der Population I, wobei die Sterne in der KMW eine gleichförmigere Verteilung aufweisen. Große und Kleine Magellansche Wolke besitzen {\displaystyle 1/4} bzw. {\displaystyle 1/20} der Leuchtkraft der Milchstraße.
In den Magellanschen Wolken gibt es zahlreiche interessante Objekte für Amateurastronomen, wie den als Tarantelnebel bezeichneten Gasnebel 30 Doradus (NGC 2070). In dessen Zentrum befindet sich der Supersternhaufen R136, der für die Ionisation des Nebels verantwortlich ist und zahlreiche massereiche Sterne enthält, darunter mit R136a1 auch den massereichsten und hellsten bekannten Stern (265 M☉, 107 L☉).
Ferner sind viele Sternhaufen in den Magellanschen Wolken schon im kleinen Teleskop sichtbar, von denen einige zur Klasse der blauen Kugelsternhaufen gehören, einer Objektklasse, die es in der Milchstraße nicht gibt.
Die Supernova 1987A in der GMW ermöglichte erstmals, eine Supernova und deren Auswirkungen mit modernen Instrumenten zu beobachten. Zwar gab es in der Vergangenheit auch Supernovae in unserer eigenen Galaxie, die uns somit wesentlich näher standen, die letzte hiervon ereignete sich jedoch im Jahr 1604, vor Erfindung des Fernrohrs.
Die beiden Magellanschen Wolken sind untereinander durch die Magellansche Brücke und ebenso mit der Milchstraße jeweils durch ein dünnes Wasserstoffband verbunden, dem Magellanschen Strom.
Die Wolken liegen in den Sternbildern Schwertfisch/Tafelberg (GMW) bzw. Tukan (KMW). Durch ihren geringen Abstand zur Erde und die große Ausdehnung besitzen sie für einen irdischen Beobachter einen scheinbaren Durchmesser von etwa 6° bzw. 3,5°. Deshalb und ihrer großen scheinbaren Helligkeit wegen sind sie von der Erde aus mit bloßem Auge zu sehen – allerdings nur von der Südhalbkugel aus.
Obwohl die Große Magellansche Wolke sich derzeit von der Milchstraße entfernt, wurde in Simulationen berechnet, dass sie wahrscheinlich in ein bis vier Milliarden Jahren mit der Milchstraße kollidiert.

## Objekte im New General Catalogue (Auswahl)

### NGC-Objekte in der Großen Magellanschen Wolke
In der bzw. um die Große Magellansche Wolke gibt es zahlreiche Sternhaufen und Nebel, die im New-General-Catalogue-Katalog verzeichnet sind. Diese Objekte können schon mit kleinen Fernrohren beobachtet werden:
| - NGC 1466 - NGC 1711 - NGC 1755 - NGC 1816 - NGC 1818 - NGC 1835 - NGC 1850 | - NGC 1866 - NGC 1966 - NGC 1968 - NGC 1974 - NGC 1978 - NGC 2010 - NGC 2011 | - NGC 2060 - NGC 2070 (Tarantelnebel) - NGC 2080 (Geisterkopfnebel) - NGC 2081 - NGC 2100 |

### NGC-Objekte in der Kleinen Magellanschen Wolke
Auch in der Kleinen Magellanschen Wolke gibt es zahlreiche Sternhaufen und Nebel, die im NGC-Katalog verzeichnet sind. Diese Objekte können schon mit kleinen Fernrohren beobachtet werden. Keine Mitglieder der Kleinen Magellanschen Wolke sind hingegen die Kugelsternhaufen 47 Tucanae und NGC 362.
| - NGC 121 - NGC 248 - NGC 261 - NGC 265 - NGC 290 - NGC 294 | - NGC 299 - NGC 306 - NGC 330 - NGC 339 - NGC 346 - NGC 411 | - NGC 419 - NGC 456 - NGC 422 - NGC 602 |

## Trivia/Science-Fiction
- Die Perry-Rhodan-Heftromanserie der 1960er und 70er Jahre verlagert Handlungsebenen in die Magellanschen Wolken.
- In Dan Simmons’ Romanserie Hyperion hat eine unbekannte außerirdische Macht die Erde in die Magellanschen Wolken versetzt, nachdem die Menschheit den Planeten aufgegeben hat.
- In Bungies Videospielreihe Halo ist die Große Magellansche Wolke die Heimatwelt der parasitären Lebensform der Flood.
- In der Romanreihe Star Trek: Titan befindet sich in der kleinen Magellanischen Wolke das Neyel-Territorium. Die Neyel sind Abkömmlinge der Menschheit. Die U.S.S. Titan und U.S.S. Excelsior werden durch eine Raumanomalie in die Wolke versetzt.
- In Luc Bessons Spielfilm Valerian – Die Stadt der tausend Planeten wird die Raumstation 'Alpha' in Richtung Magellansche Wolke verschoben.